# وان ایرلاینز
وان ایرلاینز (به انگلیسی: One Airlines) یک شرکت هواپیمایی است که در تاریخ ۲۰۱۳ میلادی تأسیس شده است. دفتر مرکزی وان ایرلاینز در سانتیاگو، شیلی واقع شده‌است و قطب این شرکت هواپیمایی در فرودگاه بین‌المللی کومودورو ارتورو مرینو بنیتز قرار دارد و به ۴ مقصد، پرواز انجام می‌دهد.